# Diogo Ferreira (atleta)
Diogo Ferreira (Queluz, 30 de julho de 1990 ), atleta português e actual recordista nacional da modalidade de salto com vara com a marca de 5,71 m.